# Rhode Island International Film Festival
O Flickers 'Rhode Island International Film Festival (RIIFF) acontece todos os anos em Providence e Newport, Rhode Island, bem como em locais satélites em todo o estado.
O RIIFF é um dos festivais de qualificação para o Oscar.

## Ligações exetrnas
- Site oficial